# Лівіу Лібреску
Лівіу Лібреску (рум. Dr. Liviu Librescu; *18 серпня 1930, Плоєшті, Румунія — †16 квітня 2007, Блексбург, Віргінія, США) — румунський, ізраїльський і американський математик, фахівець в області аеродинаміки, професор факультету технічних наук і механіки Вірджинського політехнічного інституту.

## Біографія
Народився 18 серпня 1930 в місті Плоєшті (Румунія).
Після Другої світової війни Лібреску здобув освіту і став визнаним вченим у себе на батьківщині. Він вивчав аеродинаміку в Політехнічному університеті в Бухаресті, закінчив його в 1952, там же отримав ступінь магістра. У 1969 отримав докторський ступінь (спеціалізація — механіка рідини) в Румунській академії. З 1953 по 1975 працював дослідником у Бухарестському університеті практичної механіки, пізніше — в Інституті механіки рідини і Інституті механіки рідини і аерокосмічних технологій при Академії наук Румунії.
Його кар'єра пішла на спад в 1970-х, коли він відмовився присягнути на вірність комуністичній партії Румунії і був вигнаний з Академії за свої симпатії до Ізраїлю. Коли Лібреску попросив дозволу репатріюватися в Ізраїль, його звільнили з роботи. Через кілька років прем'єр-міністр Ізраїлю Менахем Бегін особисто звернувся до президента Румунії Ніколае Чаушеску з проханням відпустити сім'ю Лібреску в Ізраїль. У 1978 прохання було задоволено.
З 1979 по 1986 Лібреску був професором аеронавтики і механіки в Тель-Авівському університеті і викладав в Ізраїльському технологічному інституті в Хайфі. У 1985 переїхав до США і читав лекції в політехнічному інституті Вірджинії аж до своєї смерті в 2007.

## Смерть
У віці 76 років, 16 квітня 2007 Лібреску став однією з 32 жертв студента Чо Син Хі, який влаштував бійню в його інституті. Він всіляко перешкоджав спробам убивці увірватися в навчальну аудиторію, де проходила його лекція. Незважаючи на те, що вбивця вистрілив у нього через двері не менше 5 разів, Лібреску зміг утримати його доти, доки більша частина студентів не покинула аудиторію. У Лібреску влучило п'ять куль. Багато студентів пізніше заявили, що залишилися живими лише завдяки Лібреску. Його син, Джо, отримав цілий ряд електронних листів від студентів інституту, в яких ті називали його батька героєм. Церемонія прощання з Лібреску пройшла 18 квітня в Брукліні (Нью-Йорк), пізніше його тіло, відповідно до побажань родичів, було перевезено до Ізраїлю.
18 квітня президент США Джордж Буш вшанував пам'ять Лібреску на церемонії в Американському меморіальному музеї Голокосту і заявив:
|  | Сьогодні ми бачили жах, але бачили і акти мужності. Втіленням цієї мужності став професор Лівіу Лібреску. Коли злочинець намірився увійти в його клас, професор самовіддано заблокував двері своїм тілом, щоб його студенти могли врятуватися. У день пам'яті жертв Голокосту професор, який пережив його, віддав своє життя, щоб могли жити інші. І цього ранку ми шануємо його пам'ять і черпаємо сили з його вчинку. |

## Книги
- Librescu Liviu. Thin-walled composite beams: Theory and Application. — Дордрехт, Нидерланды: Springer, 2006. — ISBN 978-1-4020-3457-2.
- L. Librescu, Cederbaum G. Random Vibrations and Reliability of Composite Structures. — Ланкастер-Базель: Technomic Publishing Co, 1992.
- Librescu Liviu. Elastostatics and Kinetics of Anisotropic and Heterogeneous Shell-Type Structures. — Лейден: Noordhoff International, 1976. — ISBN 978-90-286-0035-5.